# Kreiz er Mor
Le Kreiz er Mor (en breton, « au milieu de la mer ») est un navire mixte passagers / fret construit en 1977 à Paimbœuf.

## Au service des Groisillons...
Il a assuré jusqu'en 2008 les liaisons entre Lorient et Groix dans le Morbihan, sous les couleurs de la Société Morbihannaise de Navigation (SMN), puis de la Compagnie Océane lors de ces derniers mois sur la ligne.

## Vendu à la Finist'mer
Remplacé en juin 2008 par un nouveau Île de Groix, le Kreiz er Mor fut désarmé, après une dernière traversée, sous grand pavois et un adieu à l'île de Groix sous corne de brume.
Il gagna ensuite le port de Lorient, paré au réarmement au cas où l'un des navires aurait été dans l'incapacité d'assurer ses liaisons.
Mis en vente par la suite par le Conseil général du Morbihan, le Kreiz er Mor fut l'objet de plusieurs offres de rachat.
Mais c'est finalement la compagnie maritime Finist'mer qui acquit le navire en janvier 2010.
Spécialisée dans le transport de passagers en mer d'Iroise et en Loire, la Finist'mer a étudié plusieurs perspectives quant à l'avenir du Kreiz er Mor, parmi lesquelles une transformation en bâtiment de soutien scientifique, un redéploiement aux Comores ou pourquoi pas, un réaménagement en paquebot côtier…
Finalement, racheté par un armateur comorien, il a quitté Nantes début 2019 avec un équipage malgache, pour reprendre du service à Madagascar sur une nouvelle ligne commerciale vers les Comores.